# Улица Максимова (Казань)
Улица Максимова (тат. Максимов урамы) — улица в Авиастроительном районе Казани. В начале находится в микрорайоне Караваево, а затем разграничивает микрорайоны Соцгород (южнее) и Новое Караваево (севернее).
Проходит с востока на запад от пересечения улиц Ижевской и Петра Витера до улицы Ашхабадской. Пересекается с улицами: Петра Витера, Ижевская, Дементьева, Годовикова, Лукина, Ленинградской, 2-й Ленинградской, Чапаева, Челюскина, Карагандинской, Поперечно-Астраханской, Центрально-Мариупольской, Инвентарной, Малой Армавирской, Большой Армавирской, Панфиловцев, Краснодонской, Джамбула и Ашхабадской.

## История
Ранее улица носила название «Астраханская».
Переименована в улицу Максимова решением горисполкома № 943 от 28 ноября 1967 года по ходатайству коллектива Казанского авиационного производственного объединения им. С. П. Горбунова.
Названа в честь Николая Ивановича Максимова (1911—1967) — директора Казанского авиационного производственного объединения им. С. П. Горбунова, Героя Социалистического Труда.
В 2013 году от улицы Миля до улицы Максимова введён в эксплуатацию новый участок проезжей части, расположенный между — КМПО и КАПО, который максимально сократил расстояние для проезда автомобилей между Авиастроительным и Ново-Савиновским районами. При этом изменился порядок движения на улицах Олега Кошевого и Дементьева. Улица между заводами названа именем Петра Витера.
Улица Максимова входит в список улиц с «повышенными требованиями к эстетике городской среды».
Летом 2020 года проведена реконструкция участка в районе пересечения с улицей Ижевской, для чего был перенесён памятник самолёту Ту-22М3, и, таким образом, проезжая часть у авиационного завода стала более прямолинейной с двухсторонним движением. Кроме переноса самолёта были переустроены сети связи, освещения, ливневой канализации, пересажены деревья и устроены тепловые сети.
| Многоэтажная жилая застройка | Многоэтажная жилая застройка | Многоэтажная жилая застройка | Многоэтажная жилая застройка |
| № дома                       | Количество этажей            | Год постройки                |                              |
| ---------------------------- | ---------------------------- | ---------------------------- | ---------------------------- |
| 1                            | 9                            | 1981                         |                              |
| 1А                           | 9                            | 2011                         |                              |
| 1Б                           | 9                            | 2011                         |                              |
| 2                            | 9                            | 1979                         |                              |
| 3                            | 8                            | 1984                         |                              |
| 4А                           | 9                            | 1980                         |                              |
| 5                            | 10                           | 1987                         |                              |
| 7/6                          | 10                           | 1999                         |                              |
| 27                           | 2                            | 1952                         |                              |
| 31                           | 2                            | 1952                         |                              |
| 33                           | 5                            | 2004                         |                              |
| 37                           | 2                            | 1938                         |                              |
| 37Б                          | 11                           | 2016                         |                              |
| 39                           | 11                           | 2022                         |                              |
| 40                           | 16                           | 2008                         |                              |
| 40А                          | 3                            | 1957                         |                              |
| 42/12                        | 3                            | 1957                         |                              |
| 43/11                        | 10                           | 2011                         |                              |
| 45А                          | 5                            | 1964                         |                              |
| 48                           | 2                            | 1946                         |                              |
| 49                           | 9                            | 1987                         |                              |
| 56/33                        | 10                           | 2001                         |                              |

## Современное состояние
На улице протяжённостью 3160 метров расположено 106 домов. Большинство зданий, расположенных в начале улицы Максимова, имеют нумерацию по улице Дементьева.
- Перекрёсток улиц Максимова и Дементьева
- Ул. Максимова на участке от ул. Дементьева до ул. Годовикова
- Улица Максимова у пересечения с улицей Чапаева
- Улица Максимова у пересечения с улицей Карагандинской
- Улица Максимова у дома №20 в 2013 году

## Объекты
В начале улицы Максимова, напротив административного здания Казанского авиационного завода имени С. П. Горбунова, установлен самолет Ту-22М3.
- № 36/25, 40, 42/12 — жилые дома предприятия п/я 747.[8]

### Банки
- «Энергобанк» в Казани (дополнительный офис № 2) (ул. Максимова, д. 1)[9].
- Сбербанк России (дополнительный офис № 8610/0112) (ул. Максимова, д. 2)[10].
- «ВТБ 24» в Казани (офис «Караваево») (ул. Максимова, д. 3)[11].
- «Ак Барс Банк» (дополнительный офис № 6) (ул. Максимова, д. 33)[12].

### Отделение почтовой связи
По адресу: ул. Максимова, д. 2, расположено Городское отделение почтовой связи «КАЗАНЬ 127».

### Детские сады
- МАДОУ «Детский сад № 141 комбинированного вида» Авиастроительного района города Казани (ул. Максимова, д. 7 а), созданное в 1980 году[14].

### Школы
- МБОУ «Средняя общеобразовательная школа № 119» Авиастроительного района города Казани (Максимова, д. 76), созданная в 1957 года[15].

### Лечебные учреждения
- Стоматология «Престиж-Дент» (ул. Максимова, д. 5);[16]
- ГАУЗ «Городская больница № 11» (ул. Максимова, д. 34/24);[17]
- Санаторий-профилакторий КМПО (ул. Максимова, д. 34 а);[18]
- Консультативно-диагностический центр «Клиника Латыпова Р. М.» (ул. Максимова, д. 40);[19]
- Стоматологическая клиника «СитиСтом» (ул. Максимова, д. 41);[20]
- Женская консультация при ГАУЗ «Городская больница № 11» (ул. Максимова, д. 49).[21]

### Учреждения общественного питания
- Кафе-ресторан «Фиалка» (ул. Максимова, д. 33 А).[22]

### Магазины
- Продуктовый магазин «Хария» (ул. Максимова, д. 27 А).[23]